# Salvador Challenger 1979
Il Salvador Challenger 1979 è stato un torneo di tennis facente parte della categoria ATP Challenger Series nell'ambito dell'ATP Challenger Series 1979. Il torneo si è giocato a Salvador in Brasile dal 23 al 29 luglio 1979 su campi in terra rossa.

## Vincitori

### Singolare
Carlos Kirmayr ha battuto in finale  Julio Goes con il punteggio di 6–1, 7–5

### Doppio
Álvaro Fillol /  Rolf Thung hanno battuto in finale  Tony Graham /  Christopher Sylvan con il punteggio di 6–7, 6–4, 7–6